# Інтернасьйонал (Лімейра)
Інтернасьйонал Лімейра (порт. Associação Atlética Internacional) — бразильський футбольний клуб з міста Лімейра, штат Сан-Паулу. Клуб грає в Серії D, четвертому за рівнем футбольному дивізіоні Бразилії, та в Лізі Пауліста, вищій лізі штату Сан-Паулу. Основними кольорами клубу є чорний і білий, а талісманом команди є лев.

## Історія
2 жовтня 1913 року в «Театро да Паз» (португальською «Театр миру») члени аматорського футбольного клубу "Баррокінья"a вирішили зробити свій клуб професійним, і встановили щомісячну плату його членам і партнерам. 5 жовтня 1913 року було офіційно засновано новий клуб під назвою «нтернасьйонал» (порт. Associação Atlética Internacional). Клуб був названий на честь клубу з міста Сан-Паулу під назвою «Інтернасьйонал» (який плутають з відомішим клубом «Інтернасьйонал» з Порту-Алегрі). На думку частини вболівальників, клуб названо на честь кількох іммігрантських громад у Лімейрі, таких як німецька, італійська, японська та португальська громади.
У 1926 році «Інтернасьйонал» виграв свій перший титул, Кубок Сан-Паулу.
У 1982 році клуб вперше взяв участь у Серії А чемпіонату Бразилії. Клуб "Інтернасьйона"л (Лімейра) завершив сезон на 23-му місці. випередивши такі відомі клуби, як «Крузейро» й «Атлетіку Паранаенсі».
У 1986 році «Інтернасьйонал», яким керував Пепе, виграв Лігу Пауліста. Це був перший випадок, коли периферійний клуб став переможцем чемпіонату. У півфіналі «Інтернасьйонал» переміг «Сантус», а у фіналі клуб з Лімейри переміг «Палмейрас».
У 1988 році «Інтернасьйонал» виграв свій перший загальнонаціональний титул, бразильську серію B. У фінальній четвірці клуб фінішував попереду «Наутіко Капібарібе» зі штату Пернамбуку, «Понте-Прета» зі штату Сан-Паулу та «Амерікано» зі штату Ріо-де-Жанейро. Наступного року клуб піднявся до Серії А чемпіонату Бразилії.
У 2024 році «Інтернасьйонал Лімейра» вийшов у півфінал бразильської Серії D, та отримав місце в Серії C на чемпіонат 2025 року.

## Досягнення

### Загальнонаціональні
- Чемпіонат Бразилії в Серії B: 1988

### Штат
- Чемпіон штату Сан-Паулу: 1986

### Міжштатні змагання
- Taça dos Campeões Estaduais Rio-São Paulo: 1986

## Стадіон
Домашній стадіон клубу «Інтернасьйонал» (Лімейра) має назву «Естадіо Мажор Жозе Леві Собріньйо», також відомий як «Limeirão», відкритий у 1977 році, та має максимальну місткість 23475 місць.

## Клубні кольори
Клубними кольорами «Інтернасьйоналу» з Лімейри є чорний і білий.

## Гімн клубу
Гімн клубу був створений Жоелем Наваріні, і він називається «Avante Leão!» (що означає «Вперед, Лев!»).

## Прізвисько
Клуб має прізвисько «Leão da Paulista» (що означає «Лев Паулісти»). Прізвисько з'явилося після матчу між «Інтернасьйоналом» і клубом «Комерсіал» з Рібейран-Прету. «Комерсіал» має прізвисько «Леао», і після успішного виїзду в гості, коли клуб «Інтернасьйонал» виграв на виїзді, після чого «Інтернасьйонал» перейняв це прізвисько.

## Талісман
Талісман клубу «Інтернасьйонал Лімейра» називається «Leão», що означає лев. Його зазвичай зображують на домашній або виїзній формі клубу.